# Johan Zoëga
Johan Zoëga (* 7. Oktober 1742 in Ravsted; † 29. Dezember 1788 in Kopenhagen) war ein dänischer Botaniker, Entomologe und Nationalökonom. Sein offizielles botanisches Autorenkürzel lautet „Zoëga“.

## Leben
Johan Zoëga wurde als Sohn des Predigers Paul Christian Zoëga (1703–1776) geboren. Er stammte aus einer weit verzweigten Pastorenfamilie, deren Urahn Matthias Zoëga wegen der Beteiligung an einem Duell um 1570 als italienischer Adliger aus Verona nach Schleswig-Holstein gekommen war. Zoëga besuchte die Lateinschule Breitenausches Gestift in Plön und das Christianeum, damals ein Akademisches Gymnasium in Altona, wo auch seine erste Disputation im Druck erschien. Er studierte gemeinsam mit seinem Freund Johann Christian Fabricius Medizin und Arzneimittelkunde an der Universität Kopenhagen und Botanik an der Universität Uppsala bei Carl von Linné. Mit Linné und dessen gleichnamigen  Sohn verband ihn eine enge Freundschaft. Nach der Rückkehr nach Kopenhagen wurde er Assistent von Georg Christian Oeder im Botanisk Have. Als Botaniker ordnete er die von Peter Forsskål hinterlassenen Papiere der Arabischen Reise des Carsten Niebuhr und veröffentlichte über die Moose auf Island und Bornholm.
Er wurde Schreiber der dänischen Rentenkammer und gehörte später dem dänischen Finanzkollegium an, ab 1788 mit dem Charakter eines Etatsrates. Als solcher veröffentlichte er zu volkswirtschaftlichen Fragen in Dänemark und den Herzogtümern Schleswig und Holstein.
Der dänische Archäologe und Diplomat Georg Zoëga war ein Vetter von ihm.

## Ehrungen
Die Pflanzengattung Zoegea L. aus der Familie der Korbblütler (Asteraceae) ist nach ihm benannt.

## Schriften
- Flora Islandica,  Soroe 1772, Kopenhagen und Leipzig 1775
- Versuch zur Entwickelung fester Begriffe von Arbeit und Handel, Kopenhagen und Altona 1787 (Digitalisat)
- Etwas zur Erläuterung über das Münzwesen überhaupt und über den Ursprung und die Beschaffenheit des dänischen Münzfusses, Proft, Kopenhagen 1789 (Übersetzung von Hieronymus Kamphövener)